# هانس روچ
هانس روچ (انگلیسی: Hans Ruch; ۸ سپتامبر ۱۸۹۸ – ۸ اوت ۱۹۴۷) بازیکن فوتبال اهل آلمان بود.
از باشگاه‌هایی که در آن بازی کرده‌است می‌توان به باشگاه فوتبال بلاو-وایس ۹۰ برلین و باشگاه فوتبال هرتابرلین اشاره کرد.
وی همچنین در تیم ملی فوتبال آلمان بازی کرده‌است.